# Dacryodes excelsa

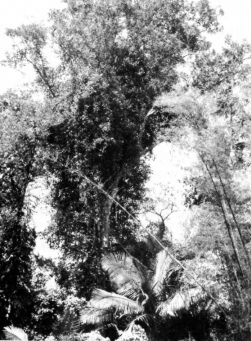
Un árbol maduro de tabonuco (Dacryodes excelsa)

El tabonuco (Dacryodes excelsa) es el árbol grande dominante de los bosques nativos de las montañas del norte de Puerto Rico, como en la Sierra de Luquillo. También conocido como gommier o palo de vela, este árbol se encuentra además esparcido por las Antillas Menores. 

## Descripción
Se distingue por contrafuertes anchos y bajos, un tronco columnar, corteza gris lisa y hojas pinnadas compuestas de cinco a siete folíolos fragantes de color verde oscuro. Cuando es herido, el árbol exuda una resina inflamable, fragante y transparente que se endurece y se vuelve blanca al exponerse.
Los grandes árboles de tabonuco tienden a concentrarse en las laderas superiores y en las crestas, donde pueden formar grupos casi puros cuyas raíces están injertadas, formando así un grupo unido de árboles que les ofrece un anclaje superior contra vientos huracanados.
Los primeros pobladores utilizaban la resina del tabonuco para fabricar velas y antorchas, para calafatear barcos, para incienso y con fines medicinales. La cotorra puertorriqueña, en peligro de extinción, se alimenta de semillas de tabonuco.